# Сабатинівка
Сабати́нівка — село в Благовіщенській громаді Голованівського району Кіровоградської області України. Населення становить 918 осіб. Було центром Сабатинівської сільської ради.
На території села виявлена низка археологічних пам'яток, серед них два поселення трипільської культури і поселення пізньої бронзової доби в Сабатинівці I, яке дало назву Сабатинівській культурі.

## Історія
Село виникло після розгрому Коліївщини. Польський офіцер Саббатин отримав завдання оселити на лівому березі Південного Бугу тих гайдамаків, котрі відступаючи з Максимом Залізняком на Балту, не встигли переправитися через Південний Буг і були насильно залишені на цій території. Село отримало назву Саббатинівка, на честь засновника, нинішня назва граматично неправильна, треба писати з двома «б».
01.02.1945 села Ново-Сабатинівка, Старо-Сабатинівка, Сабатинівка Головна, Соболівка, Сабатинове об'єднані в одне село Сабатинівка.

### Савранське повстання 1920 року
1 травня 1920 року в селі було організовано повстанський штаб, до котрого увійшли колишні фронтовики-георгієвські кавалери. Саме повстання було направлено проти Радянської влади і її політики продрозверстки. Об'єктом наступу було містечко Саврань, за 3 км від села через Південний Буг і де знаходилось до 2 полків Червоної армії. Повстання розпочалось 5 травня 1920 року. В повстанні брали участь жителі навколишніх сіл Чемерпіль, Ташлик, Березівка, Завалля, Могильне сучасного Гайворонського району, Синицівка, Маньківка, Богданове, Кам'яний Брід, Шамраївка, Юзефівка, Розношенське, Великі Трояни, Лозуватого, Луполового, Кошаро-Олександрівки, Гренівки, Михайлівки, Дельфінового та інших сучасного Благовіщенського району, Люшнюватої та Капітанки Голованівського району. Слабоозброєні загони (гвинтівки, мисливські рушниці, а то й просто вила та коси, мов багнет прив'язані кісся, ось і вся зброя).
Повсталим допомогла савранська міліція, котра таємно передала дві цинки патронів. По повсталих відкрили артилерійський вогонь, вони розбіглись. 6 травня 1920 року повстання закінчилось поразкою. У 1937—1938 роках більшість учасників повстання було репресовано. Це повстання іноді називають Савранським.

## Населення
Згідно з переписом УРСР 1989 року чисельність наявного населення села становила 1283 особи, з яких 545 чоловіків та 738 жінок.
За переписом населення України 2001 року в селі мешкали 1174 особи.

### Мова
Розподіл населення за рідною мовою за даними перепису 2001 року:
| Мова       | Відсоток |
| ---------- | -------- |
| українська | 95,92 %  |
| російська  | 2,21 %   |
| молдовська | 1,28 %   |
| вірменська | 0,17 %   |
| болгарська | 0,09 %   |
| інші       | 0,33 %   |

## Археологія
У 1928 місцевий краєзнавець Симеон Чуб звернув увагу на підйомний археологічний матеріал на території села, який він передавав Первомайському музею. Згодом він покликав співробітника Бозької археологічної експедиції К. П. Полікарповича, який зробив перші описи знайдених пам'яток.
У 1932 році під керівництвом П. В. Харламповича працівники Первомайського музею провели перші археологічні розкопки в «Жовтяковій Кручі», знайшли уламки кераміки та виявили поселення трипільської культури. Хоча матеріали
досліджень були опубліковані, зібрана тоді колекція пам'яток вважається втраченою.
У 1937 діти купалися у річці Південний Буг і виявили в річці давній човен. С. І. Чуб повідомив про знахідку працівників Одеського археологічного музею і на місце виїхав Валентин Селінов, під керівництвом якого кормову частину човна було витягнуто і обстежено, була встановлена його давність, а сам човен згодом отримав назву сабатинівського. Окрім човна, В.Селінов оглянув вже відомі місцеві пункти з археологічними знахідками.
У 1938—1939 в селі працювала Середньобузька експедиція Одеського археологічного музею на чолі з Оленою Лагодовською та Анатолієм Добровольським, яка провела перші розкопки і виявила біля села низку археологічних пам'яток:
- поселення Сабатинівка I, що містить два культурних шари: верхній шар належить поселенню пізньої бронзової доби, яке дало назву Сабатинівській культурі (XVI—XIII ст. до н. е.),[15] нижній шар належить поселенню трипільської культури 44—42 ст. до н. е.;[16]
- окремі черепки, що виявилися залишками салтівської (VIII—X ст.) та культури полів поховань (XII—VIII ст. до н. е.);
- багатошарове поселення в урочищі «Мельнична Круча», що містить стоянку пізньої кам'яної доби і археологічні артефакти трипільської культури;[13][17]
- селище античного часу на західному краю хутора Червоне озеро;
- поселення Сабатинівка II раннього етапу трипільської культури;
- поховання сарматського часу.

В 1947—1948 розкопки були продовжені.

### Мельнична Круча
Інша назва — урочище «Мельницьке». Розташована на південній околиці села.

### Сабатинівка I
Знаходиться в урочищі «Жовтякова Круча» між річкою Синицею і вулицею села, що веде до берега Південного Бугу. На території пам'ятки були знайдені трипільські і сабатинівські залишки кераміки, знаряддя праці і побутові предмети з кісти, каменю, креміню, міді і бронзи. Археологічні залишки містяться у двох культурних шарах, але, не зважаючи на те, що в деяких місцях ці шари перемішані, науковці однозначно стверджують, що верхній сабтинівський шар Б аж ніяк не є спадкоємцем розвитку нижнього трипільського шару А, тобто, люди заселяли це місце кілька разів у різні епохи.

### Сабатинівка II
Раннє поселення трипільської культури, що було засновано під час розселення трипільців у Дністрово-Бузькому міжріччі в період Прекукутень III (Трипільська культура етапу А). Розташоване в 3 км від русла річки Синиці на третій надзаплавній терасі. Досліджене в 1947—1949 pp. Михайлом Макаревичем та Валентином Даниленком.
На місці поселення археологами були виявлено три житла. Особливу увагу дослідників привернули залишки від приміщення № 3, в якому були знайдені велике глинобитне крісло і 29 антропоморфних статуеток різних розмірів і форм. Поруч з фігурками були знайдені крісельця з рогоподібними завершенням на спинках, які схожі на велике крісло.

### Сабатинський човен
Знайдений у 1937 човен було піднято і перевезено в музей у Ленінграді (нині Санкт-Петербург). Розміри човна (довжина — 6.8 м, ширина — 0.8 м, висота — 0.97 м) дозволяють вченим зробити висновок, що він використовувався як транспортний засіб для інтенсивного товарообміну по річках. Датується пізньою епохою бронзи (XIV—XII ст. до н. е.).

## Відомі люди
- Бойчук Микола Каленикович
- Завалевська Валентина Олександрівна

### Статті
- Кіосак Д.В., Головко С.В. Локалізація археологічних пам’яток біля с. Сабатинівка: аналіз джерел. // Стародавнє Причорномор’я. — 2013. — Т. 10. — С. 289—295.
- Гаскевич Д.Л. Мельнична Круча – багатошарова пам’ятка первісної доби на півдні лісостепового Побужжя // Археологія і давня історія України. — 2012. — Вип. 8. — С. 13—22.
- Кіосак Д.В., Секерська О.П. Нові дані до хронології стратифікованого поселення Сабатинівка I. — Εμινακο., 2021. — Т. 1. — С. 67-81.
- Палагута И.В. Наборы статуэток Прекукутени — раннего Триполья: опыт социокультурной интерпретации раннеземледельческой пластики // Российский археологический ежегодник. — 2013. — Вип. 3. — С. 141—211.
- Анатолій Добровольський. Перше Сабатинівське поселення // Археологічні пам'ятки УРСР. — 1952. — С. 78—88.
- Михайло Макаревич. Середньобузька експедиція по дослідженню пам'яток трипільської культури // Археологічні пам'ятки УРСР. — 1952. — С. 89—95.